# Миниум
Миниум, наричан още миний, червено олово или оловен тетроксид, е блестящ червен или оранжев кристал или аморфен пигмент. Латинското име миниум произхожда от река Миниус в Северозападна Испания, където за пръв път е бил добиван.
Температурата на топене на миниума е около 500°C, като при по-висока температура той се разпада на оловен оксид и кислород.
Химическата формула на миниума е Pb3O4, или 2PbO.PbO2. Използван е при изработването на електрически батерии, различни бои и др.
Практически миниумът е неразтворим във вода и в алкохол. Разтваря се в солна киселина, която се съдържа в стомашния сок, затова миниумът е отровен при поглъщане. Разтваря се и в ледена оцетна киселина, както и в смес от азотна киселина и водороден пероксид.

## Получаване
Миниум се получава при калциране на оловен(II) оксид при температура на въздуха от около 450 до 480°C:
{\displaystyle {\ce {6PbO + O2 -> 2Pb3O4}}}
Полученото вещество е примесено с оловен(II) оксид. Ако е нужен в чист вид, PbO се премахва с помощта на разтвор от калиев хидроксид.
Друг метод за получаване е накаляването (изпичането) на оловен карбонат:
{\displaystyle {\ce {6PbCO3 + O2 -> 2Pb3O4 + 6CO2}}}
В разтвор миниумът може да бъде получен при взаимодействие на калиев плумбат с оловен ацетат:
{\displaystyle {\ce {K2PbO3 + 2Pb(OCOCH3)2 + H2O -> Pb3O4 + 2KOCOCH3 + 2CH3COOH}}}